# 2015年2月香港

## 2月1日

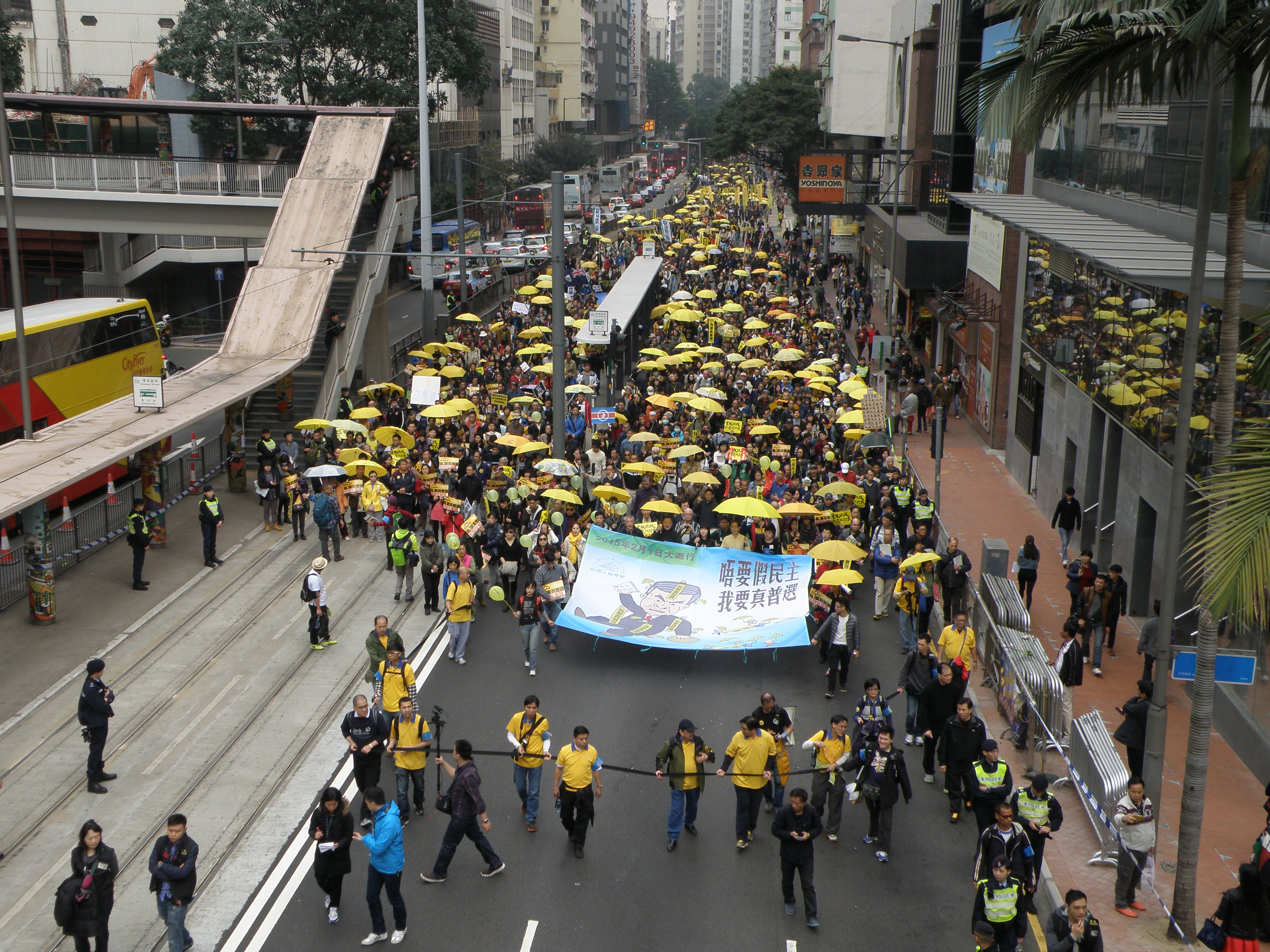
「不要假民主、我要真普選」遊行

- 民間人權陣線發起遊行，要求落實真普選，反對「袋住先」的政改方案，遊行人士手舉黃傘並高唱《撐起雨傘》等歌曲。民陣表示有一萬三千人參加，警方指最高峰時有八千八百人，遊行人士抵達終點中環遮打道行人專區後隨即舉行集會，集會在晚上七時左右結束。[1]

## 2月2日
- 政府去信立法會財委會，建議撤回漁業發展貸款基金項目申請，使財委會餘下的議程只會討論成立創新及科技局的議案。行政長官梁振英呼籲財委會部分議員不要拉布，在決議失效前通過撥款。[2]
- 勞資審裁處就首批亞洲電視前員工追討欠薪進行聆訊，雙方最後同意和解，亞視需要在本月十五日支付欠薪和代通知金等。早前有十二個因欠薪而自動遣散的亞視前員工入稟追討欠薪。其中九宗在開庭前達成和解，其餘三宗要開庭處理。 [3]
- 城巴宣佈停止向屯門區內商場預售往返深圳灣口岸的B3系列路線乘車券，仍持有車票的乘客，繼續可以憑票登車。城巴指近日屯門區內多個巴士站迫滿攜帶大量行李的內地人，為紓緩擠迫的情況，故決定停售乘車券。[4]

## 2月3日
- 衞生防護中心表示，過去一日的變種流感新增16人要入住深切治療部，2015年至今累積有1798人住深切治療部，2015年至今累積死亡人數達111人。新增死者介乎49歲至95歲，顯示持續有較年輕人士死於今次變種流感疫情。由於殺傷力驚人，故不少人將這個流感病毒與2003年的沙士相比。[5]
- 瑪麗醫院早上8時至2月3日早上8時的24小時內，接獲7宗主動脈撕裂需緊急做手術病人，較以往每日最多3宗增加一倍有多，當中最年輕病人僅39歲。[6]
- 新界東北發展計劃進行最後一日申述會，一批反對計劃的示威者到場發言，不滿城規會申述安排，質疑為何原有1.300多名市民授權東北城規組申述，但最終只剩下300多個授權。其中一名樹仁大學學生碰到規劃署高級城市規劃師吳曙斌並被他暴力對待，須送院治理。擾攘期間一名示威者倒地受傷，三名保安員亦報稱受傷，暫未有人被捕。[7]
- 香港地產建設商會不滿城規會公布灣仔、旺角、油麻地及九龍灣分區大綱草圖，為樓宇發展設下高度等限制，早前向高等法院提出司法覆核。高院裁決地建會勝訴，指城規會聽取商會的反對意見時有程序不公，下令城規會須重新審議有關草圖兼付商會訟費。這是繼希慎興業2014年底成功透過司法覆核，挑戰城規會的銅鑼灣分區大綱草圖後，城規會再次因相似理由被判敗訴。[8]
- 《明報》編輯部一批員工在柴灣報館樓下發起擱筆行動，抗議總編輯鍾天祥臨時抽起原本的有關六四事件的頭條，改為阿里巴巴成立香港青年創業基金的報道。不少員工稱對此感到憤怒，質疑是自我審查，亦破壞雙方互信。[9]

## 2月4日
- 超過100人死於流感，多位議員在立法會大會上提出緊急質詢，立法會議員郭家麒形容現時流感疫情非常嚴峻，並對政府應對疫情表現十分失望，批評政府只以網頁發佈訊息，而食衛局長應每日通報疫情。食物及衛生局局長高永文表示，醫管局將考慮減少非緊急手術，騰出病床及人手應付流感爆發，現階段毋須「全城戴口罩」，認為此举会造成社交疏離。[10]

## 2月5日
- 清晨荃灣二陂坊一個閣樓劏房發生大火，消防員將火撲熄後，在其中一個劏房內發現一具35歲劏房男住客焦屍。警方相信起火前他卧在床上吸煙，煙蒂掉在床上燒着衣物引致大火。大火迅速蔓延並波及多個單位，逾50住客需要疏散。火警中另有一住客疑吸入濃煙不適，須送院治理。[11]
- 新民黨立法會議員葉劉淑儀的電郵戶口被黑客入侵，其銀行戶口被盜取約50萬港元。葉劉指約10日前收到前港鐵主席錢果豐要求幫忙的電郵，曾經打開該電郵的附件，但幾小時後她再收到對方電郵指被黑客入侵電郵系統，自己一時疏忽忘記更改電郵密碼，導致損失。[12]
- 一批本土民主前線及熱血公民成員與撐警大聯盟，2月3日在大埔墟站爆發衝突，混亂期間有22歲的本土民主前線女成員遭男警以雙腳壓在地上制服，感到被非禮。她就事件到大埔警署報案，卻反被拘捕。約50多人晚上到警署聲援，該女成員至今仍被扣押在警署。[13]

## 2月6日
- 保育人士何來及土地正義聯盟成員譚棨禧向高等法院申請司法覆核，要求推翻環境保護署批准機場第三條跑道興建工程而批出的環境許可證。入稟狀指環評報告中對空氣及噪音污染的評估只是基於假設，而在施工期間對海豚生態及水域損失都沒有補償，又指機管局在提交補充文件時沒有做足公眾程序。[14]
- 2012年造成一死三傷的DR醫療美容事故，警方經過兩年多調查就事件提出檢控。三名被告包括DR創辦人周向榮、為死傷者打針的女醫生麥允齡及一名化驗室技術員，三人各被控一項誤殺罪，在東區裁判法院提堂，三人獲准保釋。[15]
- 粉嶺裁判法院主任裁判官吳蕙芳連日審理違反限奶令個案時，先後指出案件數目按年倍升、情況已失控及極猖獗，她再處理23宗違反限奶令案件時，更公開悲嘆「自己國家出產嘅奶粉，自己國民都唔敢食，係一種國恥之外，仲係一種好悲哀嘅事。」[16]

## 2月8日
- 熱血公民、本土民主前線等團體於下午舉行「光復屯門」遊行，約400名市民響應，示威者在西鐵屯門站出發，先到城巴B3X巴士站示威，抗議該線常被大批內地旅客佔用。隨後遊行人士途經新墟多間藥房示威，部份商鋪落閘暫避。傍晚約150人湧至屯門市廣場二期，在場戒備的警員一度展示紅旗警告，並施放胡椒噴霧驅趕，遊行人士轉往屯門時代廣場繼續示威，在多間店舖門前叫口號，店舖紛紛落閘。警方最少3次在商場內施放胡椒噴霧，混亂中現場一度冒出白煙及傳出攻鼻氣味，多人爭相走避。示威直到接近晚上11時便散去。警方共拘捕13名示威者，並強烈譴責有關行為。[17]
- 投資比特幣的交易平台Mycoin突然停止運作，約3000名港人受影響，涉及金額至少達30億元。香港金融管理局提醒市民，比特幣並非貨幣，不受金管局監管，要加倍小心風險，以及對不良手法提高警覺。有學者認為，本港投資法例監管已經追不上時代，政府應該考慮監管這類虛擬貨幣。[18]

## 2月9日
- 早前新鴻基地產旗下的觀塘apm商場，元朗廣場及九倉旗下的銅鑼灣時代廣場找羊參與商場活動，引來愛護動物人士批評。其中apm商場1月初起租用兩隻山羊並置於商場內，市民在商場內消費及捐款20元給無國界醫生便可餵羊及拍照。無國界醫生發聲明指不知會事情並表明不會接受捐款，apm商場晚上就籌款一事道歉，指籌款一事是內部「溝通誤會」。[19]
- 政務司司長林鄭月娥晚上在柴灣青年廣場出席青年事務委員會舉辦的青年政改交流會時，在場內和場外均爆發衝突。大批警察在場外戒備，手持入場券的社民連、學民思潮和熱血公民等成員曾試圖進入，但被警方架設的鐵馬阻撓。交流會上約20名發問者全數反對政改方案，部分人要求重啟五部曲。有青年在交流會發問時言論涉及粗口，遭主持陳振彬喝令「收聲」。[20]

## 2月10日
- 印傭Erwiana被前僱主虐待案中被告羅允彤被法院裁定18項罪名成立，需即時還押並等待月尾判刑。Erwiana在記者會上指前僱主沒有悔意，但仍願意原諒對方。警方則表示歡迎裁決，認為審訊結果能彰顯公義。[21]
- 西九文化區管理局行政總裁連納智提出請辭，將會於八月離任，連納智透露辭職原因是要照顧患有重病的妻子。身兼董事局主席的政務司司長林鄭月娥表示有信心西九項目不會受影響，管理局亦會立即進行全球招聘。[22]
- 在大澳對開海面獲救，被送往海洋公園接受治療的中華白海豚「希望」身體情況突然轉壞，出現反吐、呼吸虛弱、體溫低於正常水平及無法浮於水面的情況。園方獲得漁護署的批准後，決定向牠注射長眠針，透過安樂死為牠解除痛苦。[23]

## 2月11日
- 亞視發起市民一人一股行動，讓市民購買大股東黃炳均手上10.75%的股份，每人可以一萬元購買一股，為亞視籌集資金以支付員工薪酬。執行董事葉家寶表示行動在法律上未必可行，希望可得到法庭和當局批准。[24]
- 負責協助出售亞視10.75%股權的德勤透露一共有三家內地和香港的投資者入標，但主要投資者王征不滿意價錢，目前仍在商討階段。亞視經理人黎嘉恩則表示希望王征保持理智完成交易。[25]
- 立法會政府帳目委員會發表聆訊報告，以「痛斥」批評民航處處長羅崇文疏忽職守，民航處新總部未經批准額外加建一千五百平方米地方，又在處長辦公室擅自加建淋浴設施，更故意不向立法會披露關鍵資料。負責民航處新總部工程的建築署被指對民航處違規視若無睹，亦同被譴責。[26]

## 2月12日
- 電訊服務供應商數碼通的伺服器在中午突然出現問題，導致個別客戶的話音及數據服務間歇性受到影響約20分鐘。大批網民紛紛在討論區上表示無法上網及通話，港、九及新界各區均受影響，包括沙田、大埔、灣仔、中環、黃大仙、元朗及屯門等，數碼通就今次事故引起用戶不便致歉。通訊事務管理局辦公室要求數碼通三天內提交初步報告，當局初步接獲17宗有關事故的查詢和投訴。[27]
- 英皇書院政改關注組在Facebook專頁上宣佈正式結束，連月來需要應付外界的阻撓和批評，並表示已走到極限。近日關注組成員在校內進行政改民意調查，但懷疑遭校方打壓。關注組表示仍會回收問卷並統計結果，但已承諾校方不對外公佈結果。校方表示因關注組擅自派發自製資料及將老師言論在媒體公開發放屬違反校規，才會提醒學生可能會按照校規處罰。[28]
- 國際關注資訊自由組織「無國界記者」公佈2015年世界新聞自由指數報告，香港的排名由去年第61位再跌至第70位，是歷來最低，比2002年全球排第18位，13年來下滑了五十二位。報告點名指摘香港警方在佔領運動期間粗暴干預記者採訪，更涉嫌警黑合作對付記者。[29]

## 2月13日
- 維園年宵市場開鑼，吸引大批市民到場購物，人流比往年為多。多個攤檔中售賣自家設計的產品最受歡迎，當中不少產品都與去年佔領運動有關。另外有花檔檔主指由於天氣回暖令年花早開，導致今年花價偏貴。[30]
- 《明報》透露，從包括香港理工大學校董在內的3名獨立消息人士證實身兼香港大學校監的特首梁振英，2月初與理工大學校董會成員見面時，透露他收到港大提交於3月頒授的名譽博士學位推薦名單，他對名單上的人名作刪減，但刪誰及其原因未明。[31]
- 上市美容公司必瘦站被海關調查，拘捕包括美容院總監等3名女職員，涉嫌違反《商品說明條例》中「具威嚇性的營業行為」罪行。公司疑以4招進行漸進式推銷，包括平價招徠、籠牢困獸、疲勞轟炸及危言威嚇，訛稱主事頸臉皮膚可能因病變而患癌，嚇得女事主多付9萬元增購服務，合共付出逾10萬元。事主求診後發現並無患病，遂向海關投訴。[32]
- 香港迪士尼樂園反斗奇兵大本營內的「玩具兵團跳降傘」機動遊戲，下午2時一度出現訊號問題，需要暫停設施，36名遊客一度被困半空近15分鐘。[33]

## 2月14日
- 香港大學學生會過去一星期進行公投，表決應否退出香港專上學生聯會。選舉委員會點算票數後公佈是次投票有2522票贊成、2278票反對，1293票棄權，公投退聯的議案獲得通過。[34]
- 南丫島撞船事故中兩名船長被控誤殺案終有裁決，陪審團以大比數裁定海泰號船長黎細明全部誤殺罪名成立，南丫四號船長周志偉則誤殺罪不成立。至於危害他人海上安全的控罪，兩人都被裁定有罪，法官將案件押後至星期一聽取求情陳詞後再作判刑。有部份死難者家屬表明不滿裁決，但仍然會接受判決。[35]
- 立法會財委會在部分泛民議員拉布下，經歷8小時的會議仍未完成審議撥款成立創新及科技局的工作，令議案無法在死線前表決，商務及經濟發展局局長蘇錦樑及財經事務及庫務局局長陳家強均表示失望及遺憾，蘇錦樑指會等待財委會通過財政預算案後再提交審議。[36]

## 2月15日

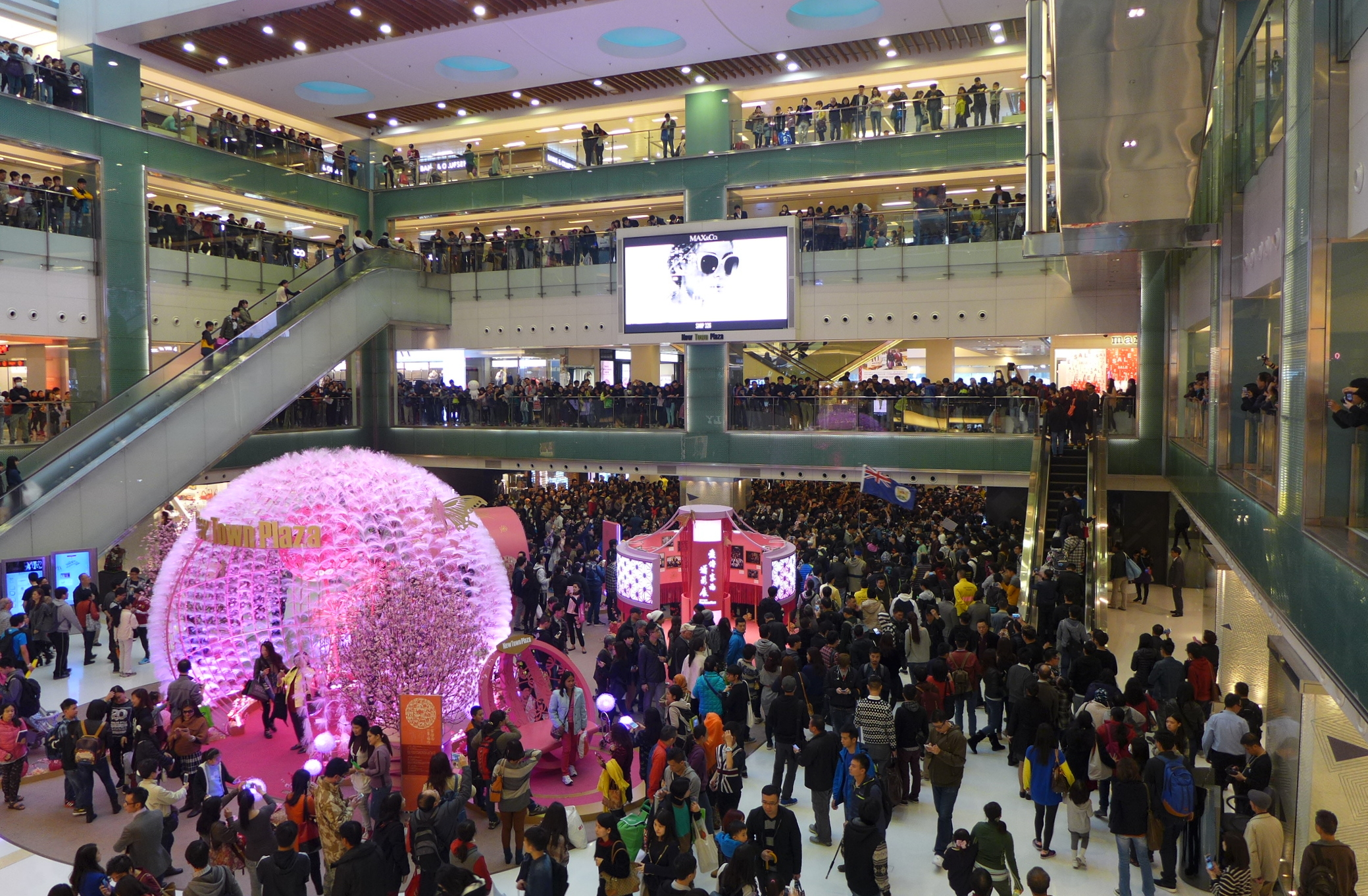
超過200人響應網上號召前往沙田新城市廣場抗議水貨客影響市民生活

- 多個本土團體發起「捍衛沙田」行動，超過200人響應網上號召前往沙田新城市廣場一帶商場，抗議水貨客影響市民生活。示威者在沙田站出發，遊行期間不時有內地旅客與示威者發生口角，場面混亂，多間商鋪落閘暫停營業，警方一度出示紅旗向示威者噴射胡椒噴霧，並且拘捕5名男子，分別涉嫌襲警、公眾地方行為不檢及普通襲擊等。[37]

## 2月16日
- 2012年南丫海難案中，誤殺罪成的港九小輪海泰號船長黎細明被判監八年；危害他人海上安全罪成的南丫四號船長周志偉則被判監九個月。法官總結時向死難者家屬致以慰問，希望聆訊結果能令他們展開人生新階段，但亦有死者家屬不滿判刑太輕。[38]

## 2月17日
- 屯門新合里美基工業大廈兩個單位涉嫌違反地契，擅自改作零售用途，專門向水貨客售賣貨物。地政總署曾經業主發出兩次警告但無效，決定啟動程序收回兩個單位。地政總署發言人表示近期已經在屯門、元朗及北區巡查了超過二千個樓宇單位，並且已經向三十七個涉嫌違反地契進行銷售活動的單位發出警告。[39]
- 政府行政署向各部門發出《用詞正確》的內部通告，要求各部門在所有公文及通訊採用通告內的用語，使用涉及內地與香港關係的字句時，必須要跟從通告，並指明「中港關係」用詞不合適，應該採用「內地與香港的關係」；在提及中央對港基本方針時，更要留意在一國兩制及港人治港加上引號，但高度自治不應加引號。公民黨毛孟靜則批評梁振英下指令，把政府用字「大陸化」。[40]
- 一家四口美籍港人家庭在新西蘭自駕遊時遇到車禍，導致三死一危殆，死者包括渣打銀行環球資本市場業務主管李博正。而唯一生還的17歲兒子留醫8日後，於2月24日證實不治。[41][42]

## 2月18日
- 亞洲電視向所有員工支付一月份薪金和部分員工十二月份欠薪，全部以現金支票發放，同時亦趕及在期限之前向通訊局繳交第一期牌照費。執行董事葉家寶表示，透過出售亞視名下一幅位於荃灣的農地和將部分經典劇集的節目版權出售予中國3D數碼娛樂，成功在新年前籌集到足夠款項支薪，他又指有財務公司免息借貸予員工是公司福委會的安排，目前只有不足一成員工申請借貸。[43]

## 2月19日
- 社民連及青年重奪未來等團體約十名成員在深水埗桂林街賣麥芽糖餅及糕點，有數十名市民圍觀。而房屋署則在屯門友愛邨擺出五層鐵馬陣，令小販絕迹該邨。有年輕檔販慨嘆食環署趕絕小販擺賣，漠視基層市民賺取生活費的需要，令香港僅剩下沉悶單一的連鎖集團店舖。有熟食小販更形容，今年打壓是三十年來最嚴厲。團體要求政府特許小販在新年期間擺賣，以及長遠考慮設立夜市，讓有本土特色的小食可以流傳。[44]食物及衛生局局長高永文表示，如有無牌熟食小販一定會執法。

## 2月21日
- 流感爆發以來出現首宗兒童死亡個案，一名一歲女童17日起出現發燒和抽搐等症狀，及後證實患上H3甲型流感，她的情況急速惡化，心跳曾一度停頓，翌日送到聯合醫院兒童深切治療部，最後不治。衛生防護中心初步調查顯示女童在潛伏期內無外遊，家居接觸者亦無病徵。[45]
- 新春期間旺角熟食小販轉戰砵蘭街朗豪坊一帶擺賣，有約20檔。晚上10時許，數十名食環署人員出動驅趕小販離開，其間本土民主前線成員及部分市民出言撐小販，約50名警員到場增援，出動盾牌及拔出警棍戒備，又出動警犬協助震懾。朗豪坊一帶曾有近千人聚集，警方一度封閉砵蘭街，混亂中一名撐小販市民涉嫌阻礙公職人員執行職務及襲擊公職人員被捕。現場逐漸回復平靜，道路面重開，數以百計市民繼續「掃街」購買美食。[46]

## 2月22日
- 西區海底隧道及大欖隧道凌晨正式加價，西隧私家車每程加至60元，輕型貨車及小巴每程收費則增至70元；大欖隧道私家車及的士每程加至40元，輕型貨車則增至41元，中型及重型貨車分別增至47元及52元。[47]
- 獅子山早上再發現被掛上寫有「我要真普選」的黃色直幡。警方在上午7時45分左右接獲市民報案，並派人到場視察，漁護署表示已收到通知將會處理。[48]

## 2月23日
- 本港出現入冬以來第3宗感染H7N9禽流感個案，一名61歲男子證實感染禽流感，現正留醫瑪麗醫院深切治療部，情況危殆。患者曾到東莞樟木頭的街市購買兩隻已屠宰的雞。衞生防護中心追蹤曾與他接觸的二十六人，暫無人出現病徵；瑪麗醫院五名曾接觸患者的醫護人員因未有使用足夠的防護裝備，需要入住麥理浩夫人渡假村接受隔離監察，並獲處方特敏福 [49]。患者留醫10日後因多個器官衰竭，終告不治。[50]
- 民政事務局局長政治助理徐英偉提出請辭，將會成為梁振英政府班子中第三個辭職的政治助理。消息指徐英偉辭職後會返回民建聯工作，他未有承認有關消息，並表示會在適當時候會公布人事安排。[51]
- 牛頭角彩德邨發生墮樓案，一名68歲老翁與1歲大男孫從高處墮下，兩人送院後證實不治。據報男死者已失業多時，曾向家人透露自殺念頭，但未獲理會。警方把案件列作謀殺及自殺案處理。[52]

## 2月24日
- 本港接連發生反水貨客的示威，特首梁振英出席行政會議前，主動稱中央政府對內地旅客來港的政策沒有放寬，政府會繼續與中央商討如何收緊政策，控制內地旅客來港的自然增長。他又稱，由於增加購物設施需要時間，故下星期到北京參加人大、政協兩會時，會與中央商討有什麼短期應變辦法。旅遊業界認為可以收緊深圳戶籍居民的「一簽多行」，但堅持增加青島、西安為來港自由行城市。[53]
- 香港中文大學籌劃興建私家醫院，命名為香港中文大學醫院，工程耗資約60億元，馬會已捐出13億，其餘資金需要政府借貸，預料會在2019年落成。醫院選址在東鐵綫大學站附近，將會提供500張病床和急症室服務，其中7成病床只供港人使用，並會提供較便宜的套餐式收費。[54]

## 2月25日
- 有報道指無綫新聞部多名編採部員工辭職，包括無綫首席記者林子豪，曾處理7警涉毆打示威者新聞的編輯主任周潔儀、前助理採訪主任何永康，另有多名記者談美琪、劉芷欣、林昭儀、趙珮瑜亦已請辭。無綫新聞部總監袁志偉對事件暫未有回覆。[55]
- 財政司司長曾俊華發表今年度的財政預算案，財爺一如以往錯估財政盈餘，受惠於樓市辣招雙倍印花稅，庫房儲備增至8195億元。預算案一共推出多項多項紓緩措施，總額達340億元，包括退稅、增加子女免稅額、綜援等津貼「出三糧」，又落實設立未來基金作長期投資。[56]

## 2月27日
- 男士法定侍產假正式實施。根據法例，男僱員如果有子女出生，按規定通知僱主後，便可就配偶或伴侶每次分娩享有3天侍產假。侍產假可在嬰兒出生前4星期至出生當日起計的10個星期內，可選擇一次過放或分開放，受僱至少40星期的僱員可在放假期間領回4/5的日薪。勞工處則呼籲僱主要彈性處理侍產假的申請。[57]
- 香港金融管理局進一步收緊樓宇按揭成數，700萬元以下的物業只可以承造最多六成按揭。第2套住宅物業及各類非自用物業的供款佔收入比率上限降至四成，利率壓力測試的上限則降低至五成。另外由按揭證券公司提供的按揭保險亦有新的限制措施，非首次置業人士最多只可做八成按揭。金管局總裁陳德霖表示由於樓市持續升溫，家庭負債佔本地生產總值比例升至逾64%的高位，所以推出相關的逆周期措施，加強對置業人士、銀行及金融體系的保障。[58]
- 印傭Erwiana被虐待案雇主被告羅允彤被判19項罪名成立，判監六年，罰款一萬五千元。法官判刑時批評被告行為卑鄙，又提到外傭與僱主分開居住可避免案件。Eriwana對於前僱主判監表示高興，認為公義得到彰顯，但同時認為刑期太短。[59]